# NGC 7033
NGC 7033 (również PGC 66228) – galaktyka eliptyczna (E-S0), znajdująca się w gwiazdozbiorze Pegaza. Odkrył ją 17 września 1863 roku Albert Marth.